# 埃德爾鎮區 (愛荷華州達拉斯縣)
埃德爾鎮區（英語：Adel Township）是位於美國愛荷華州達拉斯縣的一個行政鎮區。

## 地方資料
根據2010年美國人口普查的數據，埃德爾鎮區的面積為94.77平方千米，當中陸地面積為93.81平方千米，而水域面積為0.96平方千米。當地共有人口5664人，而人口密度為每平方千米59.77人。